# Espostoa

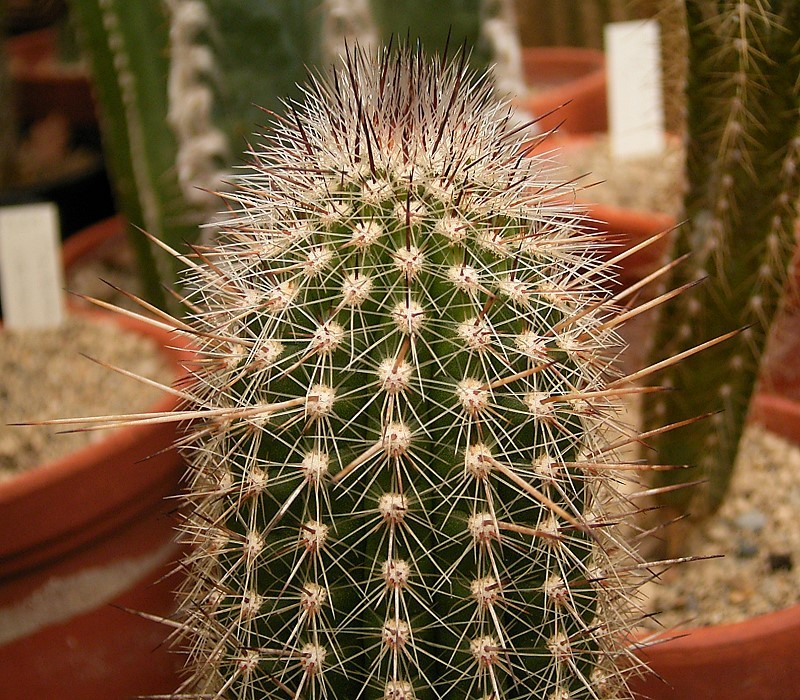
Espostoa blossfeldiorum

Espostoa Britton & Rose – rodzaj sukulentów z rodziny kaktusowatych (Cactaceae). Gatunkiem typowym jest E. lanata (Kunth) Britton & Rose. Gatunki z tego rodzaju występują w Andach w południowym Ekwadorze i Peru.

## Systematyka
Synonimy
Binghamia Britton & Rose, Pseudoespostoa Backeb., Thrixanthocereus Backeb., Vatricania Backeb.
Pozycja systematyczna według APweb (aktualizowany system APG III z 2009)
Należy do rodziny kaktusowatych (Cactaceae) Juss., która jest jednym z kladów w obrębie rzędu goździkowców (Caryophyllales) i klasy roślin okrytonasiennych. W obrębie kaktusowatych należy do plemienia Trichocereeae , podrodziny Cactoideae.
Pozycja w systemie Reveala (1993-1999)
Gromada okrytonasienne (Magnoliophyta Cronquist), podgromada Magnoliophytina Frohne & U. Jensen ex Reveal, klasa Rosopsida Batsch, podklasa goździkowe (Caryophyllidae Takht.), nadrząd Caryophyllanae Takht., rząd goździkowce (Caryophyllales Perleb), podrząd Cactineae Bessey in C.K. Adams, rodzina kaktusowate (Cactaceae Juss.), rodzaj Espostoa Britton & Rose.
Gatunki; Gatunki
- Espostoa blossfeldiorum (Werderm.) Buxb.
- Espostoa calva F.Ritter
- Espostoa frutescens Madsen
- Espostoa guentheri (Kupper) Buxb.
- Espostoa haagei (Poselger ex Rumpler) F. Ritter
- Espostoa lanata (Kunth) Britton & Rose
- Espostoa melanostele (Vaupel) Borg
- Espostoa mirabilis F.Ritter
- Espostoa ritteri Buining
- Espostoa senilis (F.Ritter) N.P.Taylor
- Espostoa utcubambensis G.J.Charles